# 生活こんきゅーダメディネロ
「生活こんきゅーダメディネロ」（せいかつこんきゅーダメディネロ）は、上坂すみれの楽曲。前山田健一が作詞、作曲を手がけた。上坂の12枚目のシングルとして2021年10月27日にKING AMUSEMENT CREATIVEから発売された。

## 概要
前作「EASY LOVE」から約半年ぶりのシングル。1曲目で表題曲でもある「生活こんきゅーダメディネロ」は、テレビアニメ『ジャヒー様はくじけない!』第2クールオープニング主題歌に起用される。2曲目の「ものどもの宴」は、上坂がメインパーソナリティを務めるインターネットラジオ番組『上坂すみれのおまえがねるまで』のテーマ曲として、上坂が作詞、BOUNCEBACKが作曲を手がけた。
発売形態は通常盤（KICM-2105）と初回限定盤（KICM-92105）、期間限定アニメ盤（KICM-92106）の3種類。初回限定盤には表題曲「生活こんきゅーダメディネロ」のミュージック・ビデオとそのメイキングが収録されたBlu-ray Discが付属する。

## シングル収録トラック
| #         | タイトル                                       | 作詞       | 作曲       | 編曲               | 時間  |
| --------- | ---------------------------------------------- | ---------- | ---------- | ------------------ | ----- |
| 1.        | 「生活こんきゅーダメディネロ」                 | 前山田健一 | 前山田健一 | 藤原燈太           | 4:06  |
| 2.        | 「ものどもの宴」                               | 上坂すみれ | BOUNCEBACK | 日比野裕史、渡辺徹 | 4:16  |
| 3.        | 「ドロップス」                                 | 上坂すみれ | 山下洋介   | 山下洋介           | 4:48  |
| 4.        | 「生活こんきゅーダメディネロ」(off vocal ver.) |            |            |                    | 4:06  |
| 5.        | 「ものどもの宴」(off vocal ver.)               |            |            |                    | 4:16  |
| 6.        | 「ドロップス」(off vocal ver.)                 |            |            |                    | 4:48  |
| 合計時間: | 合計時間:                                      | 合計時間:  | 合計時間:  | 合計時間:          | 26:20 |

| #  | タイトル                                                     | 作詞 | 作曲・編曲 |
| -- | ------------------------------------------------------------ | ---- | ---------- |
| 1. | 「生活こんきゅーダメディネロ」(MUSIC VIDEO)                  |      |            |
| 2. | 「超絶ながながメイキング〜汝、私のがんばりを見よ〜」(MAKING) |      |            |
| 3. | 「上坂すみれのおまえがねるまで 天才!!極貧すごろく編」(BONUS) |      |            |